# Katleho Mahlaba
Katleho Mahlaba, né le 15 février 1992, est un kayakiste sud-africain pratiquant le slalom.

## Carrière
Il est médaillé de bronze en K1 aux Championnats d'Afrique de slalom 2015 à Sagana et médaillé d'or en K1 aux Championnats d'Afrique de descente 2015. 